# Robert Orme
Robert Orme (25 de dezembro de 1728 - 13 de janeiro de 1801) foi um historiador britânico das Índias Orientais.
Orme era filho de um médico-cirurgião da Companhia Britânica das Índias Orientais, entrando ao serviço da Companhia na cidade de Bengala em 1743. Ele era considerado uma autoridade na Índia na época.
Orme foi nomeado membro do Conselho em Fort Saint George, entre os anos de 1754 e 1758. Nessa função, foi fundamental no envio de Robert Clive como chefe de uma expedição punitiva em 1757 a cidade de Calcutá, após o suposto incidentes populares em 1756. Ele retornou à Inglaterra em 1760 e nomeado historiador da Companhia Britânica das Índias Orientais em 1769.
Orme escreveu durante sua carreira de historiador e formou uma biblioteca de clássicos antigos e modernos e organizou seus materiais - coletados desde 1742 - sobre a história indiana.
Em agosto de 1763, ele publicou o primeiro volume de sua principal obra, A History of the Military Transactions of the British Nation in Indostan a partir do ano de 1745; vol. 2, sendo publicado em duas partes em 1778.